# Виндзор (Вермонт)
Виндзор (енгл. Windsor) насељено је место без административног статуса у америчкој савезној држави Вермонт.

## Демографија
По попису из 2010. године број становника је 2.066.
| Група             | 2000.    | 2010.         |
| Белци             | 0 (0,0%) | 1.947 (94,2%) |
| Афроамериканци    | 0 (0,0%) | 10 (0,5%)     |
| Азијати           | 0 (0,0%) | 11 (0,5%)     |
| Хиспаноамериканци | 0 (0,0%) | 37 (1,8%)     |
| Укупно            | 0        | 2.066         |